# 대구 국우동 탱자나무
대구 국우동 탱자나무(大邱 國優洞 탱자나무)는 대구광역시 북구 국우동에 있는 탱자나무이다. 1992년 9월 8일 대구광역시의 기념물 제10호로 지정되었다.

## 개요
탱자나무는 주로 경상·전라도 지방에 분포하며 일본·중국에서도 자란다. 우리나라와 일본의 나무는 중국에서 전래된 것으로 추측되고 있다. 열매와 껍질은 약재로 사용되며 줄기에 가시가 나 있어 울타리용으로 적합하다.
국우동의 배종현씨 집 뒤뜰에는 옛날 울타리로 심었던 것으로 추정되는 오래된 탱자나무 세 그루가 자라고 있다. 나무의 나이는 400년에 가까운 것으로 보이며, 세 그루 중 서쪽 언덕의 탱자나무는 지면 가까이에서 가지가 여러 갈래로 나뉘었는데 밑 둘레가 1.7m에 이른다. 맨 동쪽에 서 있는 탱자나무는 높이 0.7m, 밑 둘레 1.4m이고, 가지는 동남쪽으로 뻗어 자라고 있다.
국우동의 탱자나무는 다른 천연기념물이나 기념물에 뒤지지 않는 크기와 수령의 것들로 기념물로 지정하여 보호하고 있다.

## 같이 보기
- 탱자나무

## 참고 자료
- 국우동탱자나무 - 국가유산청 국가유산포털